# Ильинский сумон
Ильинский сумон — административно-территориальная единица (сумон) и муниципальное образование со статусом сельского поселения в Каа-Хемском кожууне Тывы Российской Федерации.
Административный центр и единственный населённый пункт сумона — село Ильинка.

## Население
| 2017 | 2018 |
| ---- | ---- |
| 812  | ↗813 |